# Erl (Tirol)
Erl is een gemeente in de Oostenrijkse deelstaat Tirol, en maakt deel uit van het district Kufstein.
Erl telt 1429 inwoners.
Alpbach · Angath · Angerberg · Bad Häring · Brandenberg · Breitenbach am Inn · Brixlegg · Ebbs · Ellmau · Erl · Kirchbichl · Kramsach · Kufstein · Kundl · Langkampfen · Mariastein · Münster · Niederndorf · Niederndorferberg · Radfeld · Rattenberg · Reith im Alpbachtal · Rettenschöss · Scheffau am Wilden Kaiser · Schwoich · Söll · Thiersee · Walchsee · Wildschönau · Wörgl
- Gemeinsame Normdatei: 4015298-4
- Nationale Bibliotheek van Tsjechië: ge1047518
- Nationale Bibliotheek van Israël: 987007564606205171
- Virtual International Authority File: 125554349